# Reguła dedukcyjna
Reguła (dyrektywa) dedukcyjna, także reguła (dyrektywa) inferencyjna, reguła (dyrektywa) dowodzenia – właściwa dla danego systemu dedukcyjnego reguła pozwalająca uznawać zdania na podstawie ciągu zdań o określonej strukturze już uprzednio uznanych. Stanowi strukturalną regułę wnioskowania dedukcyjnego.
Każdy sformalizowany system dedukcyjny posiada określony, właściwy sobie zespół reguł dedukcyjnych. Najczęściej występujące reguły dedukcyjne to reguły odrywania,
podstawiania i zastępowania. Rachunek kwantyfikatorów zawiera także reguły dołączania i opuszczania kwantyfikatorów.

## Przykłady[1]
Przyjmując aksjomaty:
(A1) {\displaystyle (p\Rightarrow q)\Rightarrow ((q\Rightarrow r)\Rightarrow (p\Rightarrow r))}
(A2) {\displaystyle (\neg p\Rightarrow p)\Rightarrow p}
(A3) {\displaystyle p\Rightarrow (\neg p\Rightarrow q)}
Można udowodnić prawo tożsamości stosując regułę podstawiania dla zmiennych zdaniowych (RP) i regułę odrywania dla zmiennych zdaniowych (RO) w następujący sposób:
(1) {\displaystyle (p\Rightarrow q)\Rightarrow ((q\Rightarrow r)\Rightarrow (p\Rightarrow r))} (A1)
(2) {\displaystyle (p\Rightarrow (\neg p\Rightarrow q))\Rightarrow (((\neg p\Rightarrow q)\Rightarrow r)\Rightarrow (p\Rightarrow r))} (RP: 1)
(3) {\displaystyle p\Rightarrow (\neg p\Rightarrow q)} (A3)
(4) {\displaystyle ((\neg p\Rightarrow q)\Rightarrow r)\Rightarrow (p\Rightarrow r)} (RO: 2, 3)
(5) {\displaystyle ((\neg p\Rightarrow p)\Rightarrow p)\Rightarrow (p\Rightarrow p)} (RP: 4)
(6) {\displaystyle (\neg p\Rightarrow p)\Rightarrow p} (A2)
(7) {\displaystyle p\Rightarrow p} (RO: 5, 6)
Stosując reguły dowodzenia, można dowodzić twierdzenia nie tylko bezpośrednio z aksjomatów, ale też posługując się twierdzeniami dowiedzionymi z aksjomatów uprzednio.